# 賴清德
賴清德（1959年10月6日—），中華民國政治人物，民主進步黨籍，現任中華民國總統（兼任國家安全會議主席）、民主進步黨主席和中華文化總會會長，曾任中華民國副總統、行政院院長、臺南市市長、立法委員、國民大會代表等職務。原為醫師，後來因擔任陳定南競選臺灣省省長「全國醫師後援會」總召集人而踏入政壇。曾多次當選國民大會代表和立法委員，並於2010年當選為臺南市市長，2014年順利連任。賴清德是中華民國憲政史上首位以副總統身分參選總統並成功當選的政治人物，也是中華民國憲政史上，第二位曾歷任行政院院長、副總統及總統職務的政治人物。
2017年被時任總統蔡英文任命為行政院院長，但民進黨於2018年11月的九合一選舉中慘敗，遂於隔年1月14日總辭。2019年參與2020年中華民國總統選舉民進黨黨內初選，敗給尋求連任的蔡英文。其後擔任副總統候選人，並於2020年1月11日當選，同年5月20日宣誓就任。2022年11月，民進黨在九合一選舉中再度慘敗，賴清德補選擔任黨主席。
2023年4月12日，獲得民進黨提名參選2024年中華民國總統選舉；11月20日，與副手蕭美琴前往中央選舉委員會登記。2024年1月13日，以40.05%的得票率當選總統，是中華民國首位具有醫師背景及以副總統身分競選成功的總統。與此同時，民進黨以連續三屆執政創下自1996年中華民國總統選舉以來政黨連屆執政的最長紀錄。

## 早年
父親賴朝金是名礦工，在1960年1月8日于臺北縣萬里鄉中福煤礦坑內工作時，因一氧化碳中毒身亡，享年33歲。賴清德當時才出生95天，因遭逢父親驟然辭世，母親賴童好獨立扶養六個小孩長大。
賴清德先後畢業於臺北縣萬里鄉萬里國民小學、臺北縣立萬里國民中學及臺北市立建國高級中學，是萬里鄉第一位就讀建中的學生。高中畢業後就讀國立臺灣大學醫學院，並在復健醫學系（現物理治療學系）取得理學學士。大學畢業後入伍當兵，抽中在金門縣外島服役，並在南雄師第5步兵營擔任衛生排排長，退伍時被選拔為防區十大優秀軍官。
賴清德之後在國立成功大學醫學院學士後醫學系（現醫學系）獲得醫學學士，並於1994年國立成功大學醫學院附設醫院總醫師任內開始投入公共服務，接下民主進步黨提名之臺灣省省長候選人陳定南競選總部「全國醫師後援會」會長，始以擔任醫生工作的臺南市為政治舞台。之後，歷任成大醫院臨床內科主治醫師、新樓醫院門診主治醫師。

## 政治生涯

### 民意代表

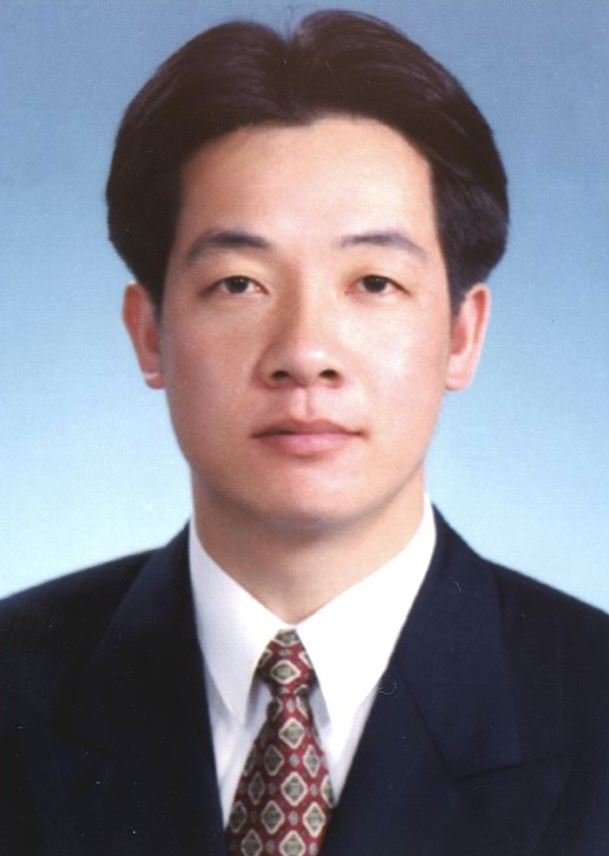
立法院官方肖像

1996年，賴清德當選臺南市第一選舉區第三屆國民大會代表。
1998年當選臺南市選舉區立法委員，任內連續四屆獲得公民監督國會聯盟評鑑為「立法院內政委員會第一名」，並於立院休會期間，前往美國攻讀哈佛大學公共衛生學院取得公共衛生碩士（M.P.H.）。
2004年擔任美国国务院「菁英計畫」訪問學人。
2008年立法委員選舉時，賴清德競爭對手、中國國民黨候選人高思博指稱賴清德財產暴增，有收取非法政治獻金的嫌疑；也質疑賴清德可能涉及牙醫師公會針對《口腔健康法》遊說立法委員的弊案。後者因賴清德無積極推動《口腔健康法》立法、無期約對價事證，也無法證明屬政治獻金，認定無貪瀆行為，獲檢察官不起訴處分。

### 參選臺南市市長
2009年1月21日，民主進步黨決議由賴代表參選2009年臺南市市長選舉（省轄市）。後來，臺南縣市合併，改制為直轄市一案通過，經由民主進步黨「臺南市市長黨內民意調查」後，賴繼續代表該黨參加2010年改制後大臺南市市長選舉。
競選期間對手陣營中國國民黨郭添財稱賴清德曾經幫性侵嫌犯申請國賠並以此大作文章，賴總部因此提告，最後郭添財承認引用錯誤資料，向賴清德致歉，賴也撤回告訴，雙方和解。

### 臺南市市長

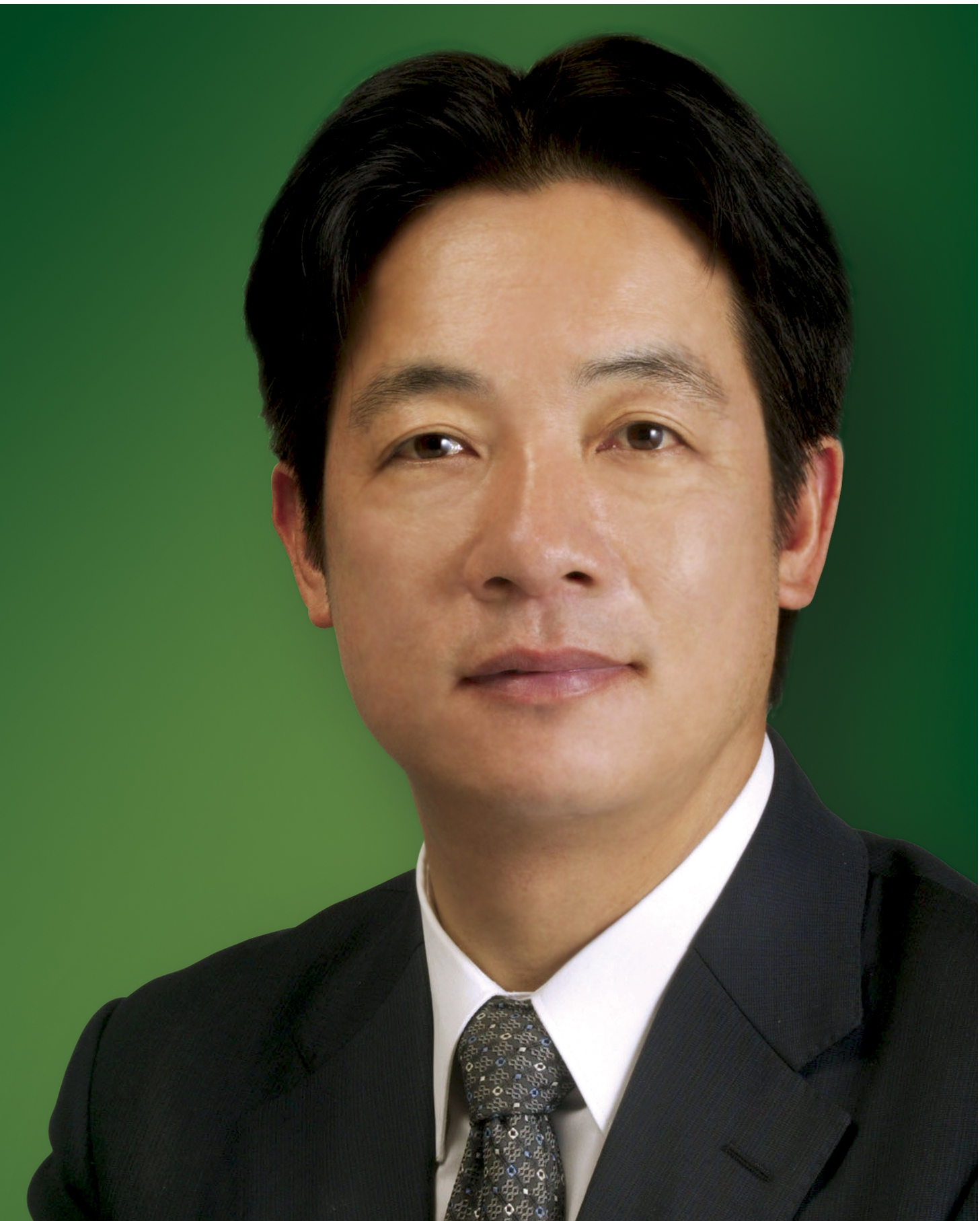
臺南市政府官方肖像

2010年11月27日，賴成功當選改制直轄市後的第一屆臺南市市長，並於該年12月30日應邀出席行政院院會。
民主進步黨於2012年總統選舉敗選後，第14屆黨主席蔡英文宣布辭去黨主席一職以示負責，賴清德為次屆黨主席呼聲最高的人選之一。其既為時任臺南市市長，與高雄市市長陳菊同為民主進步黨層級最高的公職人員，也是中央政府行政院會議「當然列席人員」。惟後來是由高雄市市長陳菊代理，賴清德也並未競選下屆黨主席，而由前行政院院長蘇貞昌以過半票數出線。
2012年《天下雜誌》幸福城市調查的縣市長滿意度部分，賴清德身為臺南市市長，排名全國第一。
2014年九合一選舉，賴清德參選尋求連任。其以「清廉勤政、傳承創新」為競選主軸，稱自己要打一場進步、負責任、正面的選戰，其中進步的選戰包括「不設競選總部」、「不立看板」、「不插旗幟」、「不用宣傳車」及「市政不中斷」等策略。當時，臺北市市長候選人柯文哲同為原先從醫而參選，民間也稱賴清德與後者為「南仁醫、北怪醫」。11月29日投票結果，賴清德順利連任；此次選舉得票率是台灣自1987年解嚴後的歷次縣市長、直轄市長選舉結果中最高者。
2015年7月3日，八仙樂園彩色派對火災，賴清德捐出一月所得。

#### 政策治理
2011年七夕，賴清德宣布市府活動以「愛情城市」為主軸，日本媒體來台南採訪「做十六歲成年禮」時恢復往年重視程度。
經濟部水利署在2013年提到一份「治水計畫」，新台幣793.15億元經費中，佔21％的金額169.6億元分配予台南市。台南市政府水利局指出，臺南市那幾年內獲易淹水區計畫172.8億、6年綜合治水計畫67億、梅姬颱風災後緊急工程13.6億共253.4億治水經費。
| 計畫                             | 台南市分配金額（億元） |
| -------------------------------- | ---------------------- |
| 易淹水區計畫8年800億治水特別預算 | 172.8                  |
| 6年600億的綜合治水計畫           | 67                     |
| 梅姬颱風災後緊急工程             | 13.6                   |
| 總金額                           | 253.4                  |

2015年臺南市的和平紀念日活動上，時任該市市長的賴清德表示要移除臺南市政府所屬的各中、小學校園內已故中華民國總統蔣中正的銅像，移至桃園兩蔣園區展出。臺南市教育局3月21日將八所國中、六所國小內的十四座蔣中正銅像拆除。賴清德事後表示，學校適合較有紀念意義的圖騰，如教育界先賢孔子、海倫·凱勒等人的銅像，而非政治圖騰。
2015年7月9日臺南市勞工局表示：台南市目前勞動檢查業務是由勞動條件科來承辦相關業務，共計增聘共有20名力軍（2014年招聘17人，2015年5月招聘3人）。至2015年7月初止台南市檢査次數為1,525次。南市目標達成率高達51.1%，是六都中勞檢率第二名。
停管處指出多數都由勞資雙方協商利用暫停收費的大型民俗節日（如元旦、農曆春節、清明節、中秋節等）開會，工會幹部發動收費同仁以同日休假方式參與會員大會。先前二次工會會員大會均於停管處南門路廳舍室內舉辦，該處從未拒絕或駁回場地借用，此次工會幹部擇定在戶外辦理會員大會，該處表示遺憾。停車處還每2年就提供1套冬季制服、3套夏季制服，工作鞋則每年換發新鞋，樣式、材質、數量均由員工票選決定。
面對2015年夏季發生的登革熱疫情，賴清德於8月28日在市議會做施政報告時表示他「要負最大責任」。國民黨、無黨籍議員反映基層缺錢、缺工，里長得自行湊錢買藥，卻沒錢找工人噴藥，市府防疫標準作業程序出錯；賴清德當時回應說防疫經費充足，但未經規畫的噴藥恐讓蚊子產生抗藥性，會檢討改進。議長李全教最後決議由副議長郭信良組機動登革熱小組，若市府有需要，可直接聯絡小組變更議程，議會會以最快速度回應。
2016年2月6日，高雄美濃發生芮氏規模6.6地震；美國地質調查局指出，震央雖位於高雄美濃附近，但震央附近的災害並不大，反而是鄰近的臺南市受到比較嚴重的損害，116人死亡，其中114人是位於永康區的維冠金龍大樓住戶，台南市消防局提供的資料顯示，此次地震是臺灣地區繼1999年9月21日凌晨1時47分的921大地震後，最嚴重傷亡的一次地震，賴清德稱已對該建築物提起司法調查。

#### 府會關係
賴清德第一任任內主張刪除所謂「民代工程配合款」陋習，而與吳健保及曾順良等多位議員爆發嚴重衝突，使臺南市議會陷入僵局。不過此舉獲得國民黨執政的馬英九政府贊同，名嘴李濤夫婦也都支持賴當時的作為。
2014年12月25日，新一屆臺南市議會的議員互相選舉正副議長，議員57席中，民進黨佔過半數29席，推派的人選應該會當選議長，但此屆議長選舉的結果卻由中國國民黨籍的李全教當選，讓賴清德質疑李賄選，並批評少數民進黨成員接受賄賂。隔年1月15日，市議會召開第一次臨時會，為了「抗議賄選」，賴清德、市政府官員、民主進步黨團議員都沒有出席，出席的中國國民黨與無黨籍議員批評市政府藐視法治，有議員建議李全教與賴清德雙雙請辭。
而李全教競選議員時的幹部由於被控涉及賄選，臺南地檢署對李全教提起議員當選無效之訴。
2015年1月19日，市議會因賴清德等市府科長以上人員以未向議會請假且未列席說明專案報告及備詢違反地制法等相關規定，第一次移送行政院、監察院調查。
1月27日、2月5日，第二次臨時會召開，市長賴清德與市府官員仍然全員缺席。李全教表示，若賴再繼續缺席就要請監察院調查，然而賴尚未被調查前，李全教卻於2月10日被台南地方法院因賄選嫌疑裁定收押（後於4月交保）。賴清德稱，收押只是剛開始調查並不代表案子結案，因此仍不進議會。
4月7日，市議會因賴清德等人除警察局長外，其餘未向議會請假且未列席說明專案報告及備詢違反地方制度法等相關規定，第二次移送行政院、監察院調查。
4月8日，身兼中國國民黨台南市黨部主委的議員謝龍介表示，黨團16位議員會立場一致：賴清德不進議會是違法、議員不開會也是違法。民進黨黨團總召林志聰表示，站在議員立場，他認為賴清德應該進議會，但這次定期大會沒有重要審查，市長不進議會並不影響市政推動。無黨籍議員林阳乙則說，李既已被起訴，就該司法歸司法、政治歸政治，賴市長應進議會。
6月8日，賴清德接受監察院約談，強調進議會是政治問題，不是法律問題，非監察院監督範圍。17日，賴清德表示，如果李全教願意向大眾道歉，且不再干預司法審判，他願進入議會報告、備詢。
7月7日，台南市議會進行市政總質詢，賴清德及市府一級主管缺席，未進議會。
8月4日，監察院對「賴清德市府之官員集體不進議會」一案違反地方制度法相關規定以及背離宣誓條例對其彈劾，7票比2票通過。並送交公務人員懲戒委員會。
另同時監察院對此案發布新聞稿「臺南市長賴清德違法不進議會 架空該市立法權 悖離民主與法治原則 傷害憲政體制 」中，針對賴清德及李全教之行為提出批評。
8月25日，監察院公告104年劾字第10號彈劾案調查報告及案文。
8月28日，台南市議會召開第二次定期大會，賴清德臨時召開記者會宣布，改革獲得階段性成果，他將進入議會做施政報告。結束長達246天市府官員不進議會、被監察院稱作憲政惡例的舉動。
10月30日，公務人員懲戒委員會針對監察院送交之彈劾案文公布對該案處以申誡處分。
2016年，李全教因市議員及議長選舉雙重賄選案遭高等法院判處當選無效定讞而喪失資格。

#### 國際交流
2011年日本東北地方太平洋近海地震（矩震級9.0, 所釋放能量約為矩震級7.6之1999年南投集集921大地震的126倍）於3月11日發生，震央就在臺南市的姊妹市仙台市的外海，臺南市政府除派出五名救難人員前往參與救災，並發起「關懷友誼希望－送愛到仙台」募款晚會。市長賴清德和議長賴美惠等於4月22日訪日三天，會見宮城縣副知事若生正博，並代表187萬市民捐贈日幣一億零七十七萬餘元的善款，由仙台市長奧山美惠子代表接受。臺南市之後邀請田地因海嘯侵襲而無法耕作的日本農民至台南進行農業交流。
2016年高雄美濃地震造成臺南市受災嚴重後，日本中央與地方政府與民間亦提供支援。
| 時間       | 國家/地區 | 成就 | 參考資料 |
| ---------- | --------- | --- | -------- |
| 2011年4月  | 日本      | 賴清德率團訪問在311地震中受創嚴重的姊妹市仙台市，並且轉交台南市民捐贈的善款日幣一億餘元，協助仙台市政府重建。 | [ 76 ]   |
| 2011年9月  | 日本      | 賴清德率團前往日本，於石川縣舉行國際招商大會，並與金澤市簽定友好交流協定，成功吸引日方企業對台南投資之意願 。 | [ 77 ]   |
| 2012年6月  | 日本      | 率領議會議員前往日本青森，介紹台南愛文芒果和醫療觀光產業，推廣台南優質的旅遊環境，促進台日兩地的農業與觀光交流。 | [ 78 ]   |
| 2014年6月  | 中國大陸  | 率領台南市政府官員訪問上海，參加台灣已故畫家陳澄波畫展開幕式，並到復旦大學座談及介紹台南觀光醫療。 | [ 79 ]   |
| 2014年8月  | 美國      | 賴清德以考察「國際棒球賽事」、「智慧城市」為由赴美訪問，並且拜訪友誼城市、 進行城市外交。另外也針對美僑各界在高雄氣爆事件中的關心及踴躍捐輸，轉達高雄市長陳菊的感謝。 | [ 80 ]   |
| 2016年11月 | 以色列    | 賴清德參加第31屆全球市長會議，跟其他22位來自世界各地城市的市長共同探討智慧、永續及安全城市議題，並拜會以色列總理納坦雅胡、外交部次長Tzipi Hotovely女士，除此之外，還參訪了耶路撒冷、特拉維夫以及拿撒勒等多個特色城市，並與當地市長分享臺南在新創、綠能科技以及智慧城市方面的城市治理經驗。 | [ 81 ]   |
| 2017年3月  | 東南亞    | 率領「台南市大學聯盟」人才交流訪問團，前往越南、印尼及馬來西亞三國招生。 | [ 82 ]   |
| 2017年6月  | 美國      | 賴清德應北美洲台商聯合總會年會的邀請，就「看見台灣、相信未來」作專題演講。演講中他舉以色列推動中東和平為例，闡釋「親中愛台」的論述。 | [ 83 ]   |

### 行政院院長

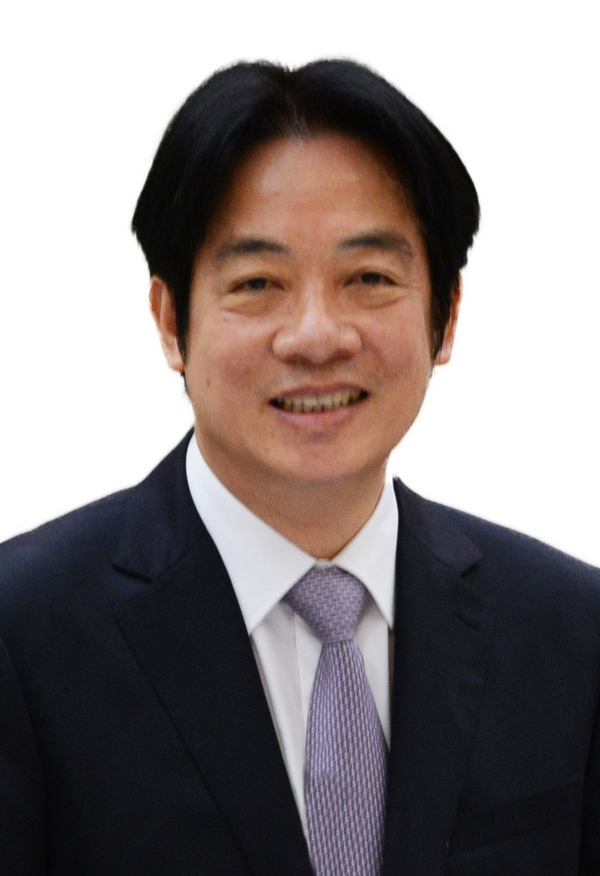
行政院官方肖像

2017年9月4日，時任行政院院長林全向總統蔡英文請辭；9月8日，賴清德正式就任，接替林全內閣而成立賴清德內閣。
2018年11月24日，臺灣舉行地方公職人員選舉，民主進步黨遭遇近20年來最大的慘敗，賴清德在Facebook上表示，投票的結果顯示人民並不滿意。對此感到抱歉，已向總統請辭行政院院長一職，負起政治責任。2019年1月10日，行政院總預算案通過，賴清德再次向蔡英文請辭，隨後獲准。1月11日，賴清德內閣總辭，並於1月14日舉行交接儀式，由第二次蘇貞昌內閣接替行政院的工作。

#### 勞工議題
賴清德就任行政院院長後表示，對於一例一休的問題行政院要有態度，承諾提出修法版本，在行政院與民主進步黨立法院黨團已達成修法共識，鬆綁現行「七休一」的規定，未來連續上班天數上限不再是六天，只要勞工同意在休息日出勤，「最多可連上十二天班」。
一例一休再次修法後，「加班工時上限從現行46小時提高到54小時」，7休1部分老闆可以讓例假在每7日周期內調整，「輪班間隔休息11小時調整為8小時」。當年度特休假未休完則企業給付工資，改為「特休假遞延」到下年度使用，遞延後特休假仍未休完，企業才給付工資。

#### 與在野黨關係
2017年10月10日，國慶典禮，賴清德與中國國民黨主席吳敦義兩人座位相鄰，不時交談。吳敦義受訪時表示，賴清德跟他說接行政院院長後，希望能去看他，而吳敦義說，那時立法院有質詢，碰面會比較麻煩一點，認為應緩一緩，而賴清德則表示希望越快越好。
2017年11月3日，賴清德特地前往吳敦義辦公室進行拜會，吳敦義在電梯門口迎接賴清德，兩人手牽手一同走進辦公室，展現好感情，會後互相肯定對方。賴清德感謝吳敦義在行政院院長任內對台南市政的支持，吳敦義則稱讚賴清德一例一休是「勞資重建和諧互助、共創雙贏」，並表示雖然他們兩人不同黨籍，但希望台灣、中華民國好，希望兩岸和平穩定發展，對照顧民眾，建設經濟繁榮公道均富的社會，都有共同理念，吳敦義重申感謝賴清德客氣，祝福他施政成功。
除吳敦義外，賴清德與馬英九關係也不差。賴清德接受《鏡週刊》專訪時提到他擔任臺南市市長時取消小型工程款和議員對槓，前行政院院長林全卸任時都對賴揆此舉多加讚賞，時任總統的馬英九也為此事勉勵「賴市長加油，議員不應該有小型工程款，台北市都沒有，加油！」更送他「堅百忍以圖成」6個字。賴清德表示：「馬英九能當到台北市長、總統一定有他過人之處，令人肯定與支持的地方，不因為不同政黨就否定。」

#### 南北平衡
2018年7月蔡英文政府政務委員張景森實地走訪高雄表示將以在陳水扁政府以10個月的時間推動中部科學園區計畫的速度推動「高雄第二科學園區」，積極協助高雄產業轉型。
為了協助高雄產業轉型，2018年行政院院長賴清德於行政院院會中指示，將高雄新市鎮開發為科學園區，並要求用「最快速」辦理。政務委員張景森指示科技部，依照過往推動中科的經驗，推動初期每半個月召開一次會議、之後一個月開一次會，以打破中科從決策到廠商動工僅花10個月的速度為目標。
橋頭科學園區預計占地436公頃，其中267公頃為產業用地。

### 副總統

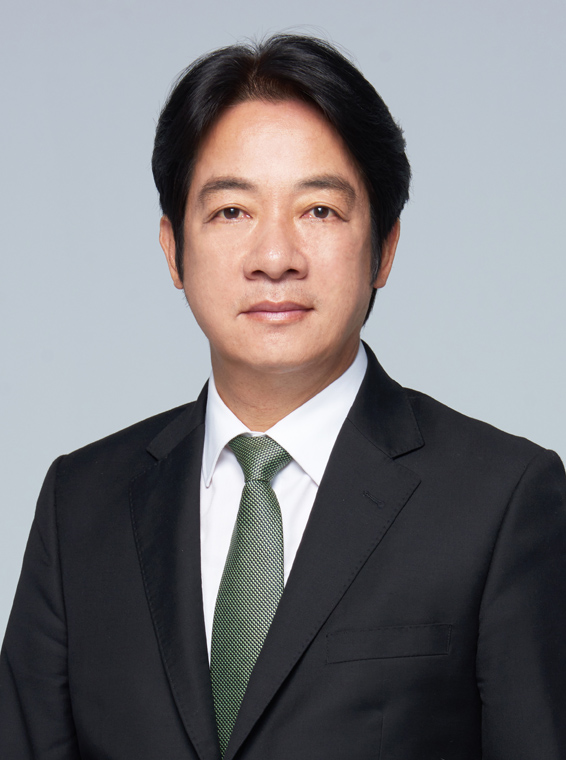
副總統官方肖像

2019年3月18日，賴清德正式宣布參與2020年中華民國總統選舉及民主進步黨黨內初選。在6月的黨內初選電話民調中，賴清德支持率27.4843%，低於尋求連任的時任總統蔡英文的35.6768%支持率，遂由蔡英文代表民進黨參選總統。11月，蔡英文宣布由賴清德擔任副總統候選人。蔡賴配在2020年1月11日正式當選，於同年5月20日宣誓就職。賴清德成為繼呂秀蓮之後，第二位民進黨籍副總統。
賴清德副總統任內，總統蔡英文交付了轉型正義、原住民族轉型正義、2030雙語政策、國家戰備物資整備、醫療衛生國際合作計劃等任務給予他負責，並強化對科技產業的戰略認知，定期匯報給總統。
由於賴清德過去在行政院院長任內行程滿檔，參訪的時間相當緊湊，但擔任副總統之後相對會比較有餘裕，「同一個工廠過去（閣揆任內）可能只參訪20分鐘，現在是變成2個小時。」國內重大的科技大廠，像是華碩、宏碁、友達、趨勢、精誠、研華、廣達、英業達、穩懋、和碩、力積電、台達電等，還有國際公司，如微軟、英特爾、Yahoo、LINE等，賴清德都親自走訪並聆聽簡報與參訪廠房，並將產業面的狀況定期向蔡英文彙報。

#### 內政立場
賴清德針對2021年中華民國全國性公民投票的核四商轉公投、反萊豬進口公投、公投綁大選公投、珍愛藻礁公投主張分別投下四個不同意票。
2023年6月，賴清德公開表示縮小公私立大專院校學雜費差距的願景，他認為就讀私校的學生多為出身於相對經濟弱勢的家庭，需要落實社會公平性以及減輕弱勢家庭負擔，當時獲得了時任總統蔡英文的支持，後來行政院核准了補助私立大專院校學生一年3.5萬新臺幣的新政策。7月，賴清德巧遇兩名就讀私立東海大學的學生並得到對方的致謝，兩名大學生隨即表示因為賴的政策使他們減輕經濟負擔、不用再打工補貼昂貴學費，賴則回應不用打工學業成績會好一點。

#### 外交訪問
美國
賴清德當選之後，即以準副總統的身分訪問美國，2月4日抵美即拜訪長期為台灣發聲的參議員馬可·魯比奧，盧比歐辦公室表示，雙方談論如何增強美台關係以及台灣參與世界衛生組織等國際組織的重要性。2月6日拜訪白宮國安會，並與美國官員會談約70分鐘。2月7日出席「國家祈禱早餐會」，賴清德的桌位位在會場最前排，並且與美國總統唐納·川普、副總統迈克·彭斯等多位重量級美國官員同場。邀請人對華援助協會會長傅希秋表示，美台近年來關係提升，美國國會也前所未有地支持美台接觸升級，因此美方對賴清德到華府出席早餐會開了綠燈，沒有人反對。
2020年8月，美國衛生及公共服務部部長亚历克斯·阿扎率團訪台，阿札爾是自1979年以來，訪台層級最高的美國內閣官員，副總統賴清德代表總統蔡英文設宴宴請阿札爾，也贈與訪團成員口罩。
2021年4月，美國總統乔·拜登指派美國前參議員克里斯·陶德率團訪問台灣，總統蔡英文在官邸宴請美國前聯邦參議員陶德等一行人，副總統賴清德也出席了晚宴。台師大政研所教授范世平分析過去宴請美國使團，蔡英文與賴清德都沒同台，這次陶德來台卻同台，猜測美國的目光可能已經投向2024年台灣總統大選，而且對副總統賴清德相當感興趣。4月24日，賴清德也邀請美國在台協會台北辦事處處長酈英傑伉儷、副處長谷立言伉儷、英國在台辦事處代表鄧元翰、新加坡駐台商務辦事處代表葉偉傑，前往嘉義參訪阿里山鄉特富野古道及達邦部落走讀行程，把臺灣的山林之美介紹給外賓知曉。
2022年1月28日，副總統賴清德訪問洪都拉斯完畢返回台灣時過境旧金山，並与美国众议院议长南希·佩洛西举行半小时视讯会谈。
日本
前總統李登輝逝世後，日本前首相森喜朗率團來台弔唁，副總統賴清德設宴款待森喜朗，感謝森喜朗代表日本政府專程來台，參加李登輝追思告別禮拜，並致贈印有李登輝名言「我是不是我的我」的瓷盤給森喜朗留念。
2022年7月8日，日本前首相安倍晋三遇刺身亡，副總統賴清德擔任總統蔡英文弔唁特使於7月11日下午抵達東京，為中華民國與日本斷交後赴日的現任最高層級政府官員。
其他
捷克參議院議長韋德齊率團訪臺，副總統賴清德出席捷克團答謝晚宴，邀請訪團未來能夠時常訪台，並致贈萬國通路製造的行李箱，送給訪賓作為紀念。
2022年1月27日（宏都拉斯時間26日），副總統賴清德擔任總統蔡英文特使出訪洪都拉斯，出席宏國新任總統希奥玛拉·卡斯特罗就職典禮。
2023年8月14日，賴清德過境美國出席巴拉圭新任總統圣地亚哥·培尼亚就職典禮。

#### 應對疫情
賴清德就任副總統時，適逢COVID-19肆虐全球，賴清德以其公衛、醫療領域背景應對臺灣疫情，特別關心醫療產業。
2021年春節前夕，蔡英文邀集賴清德與前副總統陳建仁一同針對未來病毒及疫病發展情勢，整體瞭解評估，並在中央研究院及國家衛生研究院協助下，指引行政部門先期部署。
2022年，賴清德前往民進黨臺北市市長候選人陳時中競選總部成立時致詞時提到「自己很關心台北市民，因為台北是疫情的開始」遭時任臺北市市長柯文哲批評失言。臺北市議員簡舒培還原現場，強調當天賴清德是想肯定台北的防疫表現，感謝台北市民在抗疫期間的努力，卻被斷章取義。疫情指揮中心指揮官王必勝也說明是因為台北人口稠密、疫情爆發的早才首當其衝。

### 民主進步黨主席

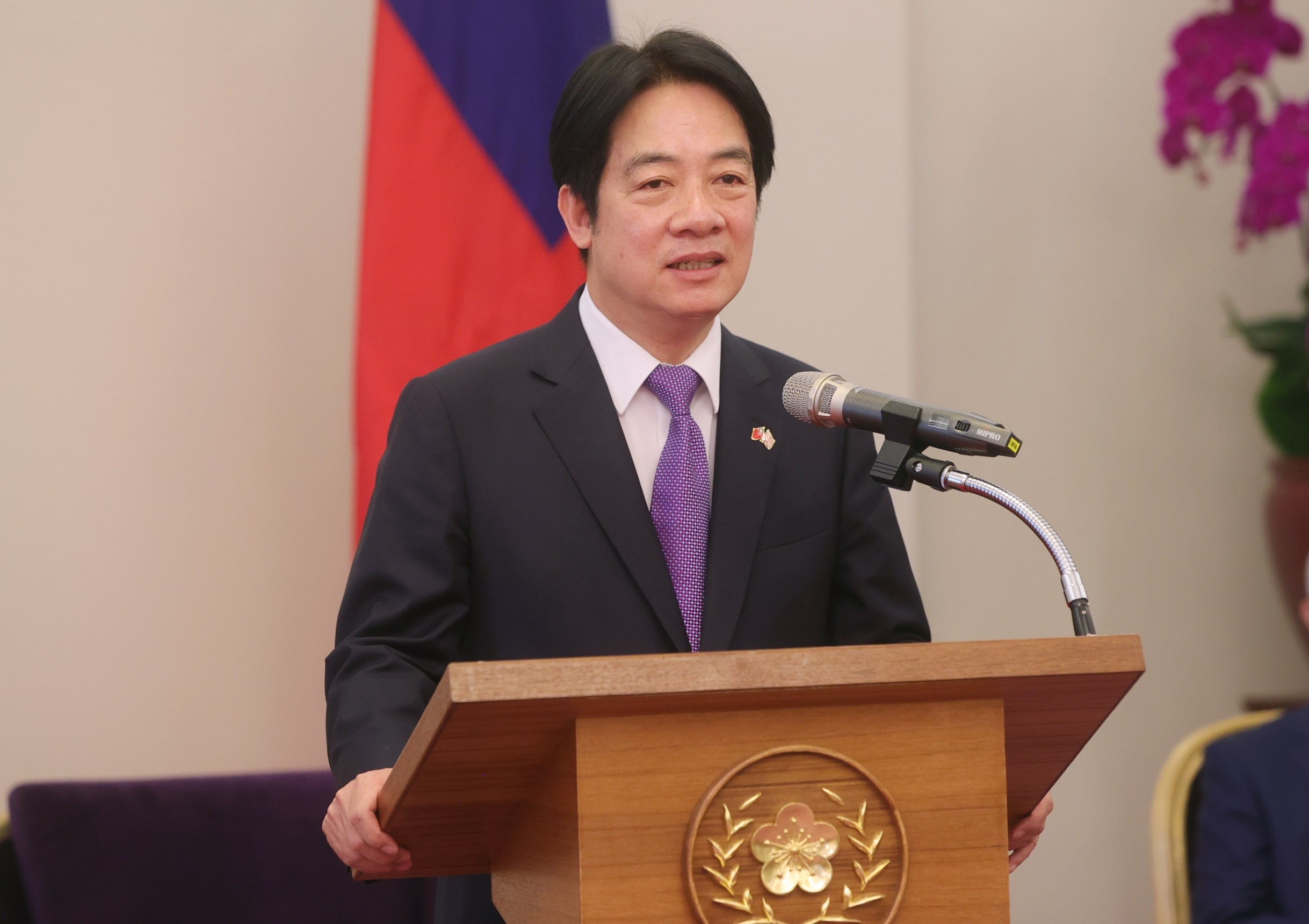
2023年的賴清德

2022年九合一選舉民進黨慘敗後，蔡英文辭去黨主席，由高雄市市長陳其邁代理。2023年1月進行黨主席補選，賴清德於2022年12月初宣布參選，並於14日由鄭麗君代為登記。
2023年1月15日舉行投票，最終副總統賴清德以41,840票當選民主進步黨第17屆黨主席，於1月18日就任。

### 總統

#### 競選總統
2023年3月，民進黨展開總統初選領表暨登記工作，賴清德於15日完成登記。3月17日登記截止，賴清德是唯一登記者，在同額競選下確定代表民進黨角逐2024年中華民國總統選舉，於4月12日正式提名。賴清德在同日舉行的總統提名記者會上發表「信賴台灣」及「Team Taiwan！挺台灣！」的競選口號。
9月6日，賴清德首次以總統候選人身份宣佈「國家希望工程」政見，公開由其施政政策，分別為「民主和平」、「創新繁榮」以及「永續公義」三面向。並在往後陸續公布其他政見。
11月20日，賴清德宣布邀請時任駐美代表蕭美琴擔任競選搭檔。兩人於21日上午9點，在陳時中、周慶明及黃金舜陪同下，前往中央選舉委員會登記參選。2024年1月13日，「賴蕭配」獲得5,586,019張選票（得票率40.05%）當選第16任正副總統，是自總統直選以來，首度由同一政黨連續三次贏得總統選舉，然而民進黨在同日舉行的立法委員選舉中失去過半席次。
賴清德位於新北市萬里區的老家，曾於2003年翻修重建，2023年9月初被質疑可能為佔地違建而被贴上賴皮寮的标签。因正值總統大選，引起各方討論，賴亦多次對外解說。黃國昌提出照片及空照圖比對，並赴監察院檢舉。賴清德老家所在的中幅里里長謝嘉陽表示，因礦業用地認定問題，依認定標準這一區90%都是違建。經濟部地質調查及礦業管理中心做出回應，當初依照礦業法建物是合乎規定，後續土地變更為地方主管機關權責。原本派駐在賴清德老家的國安局特勤人員，在賴清德宣布將老家公益信託，以及做為礦工紀念館使用之後，因此建物已經不屬於安全維護對象的居所，故撤離駐守。
因賴清德老家土地衍伸出的廢礦區民眾土地權益問題，國土管理署於2024年1月26日招集境內有廢礦區土地的六縣市，共同研議通用處理原則。
2024年1月，賴清德偕副手蕭美琴及總統蔡英文拍攝的競選廣告《在路上》，上線24小時內即累積觀看次數超過400萬次。

#### 總統任期

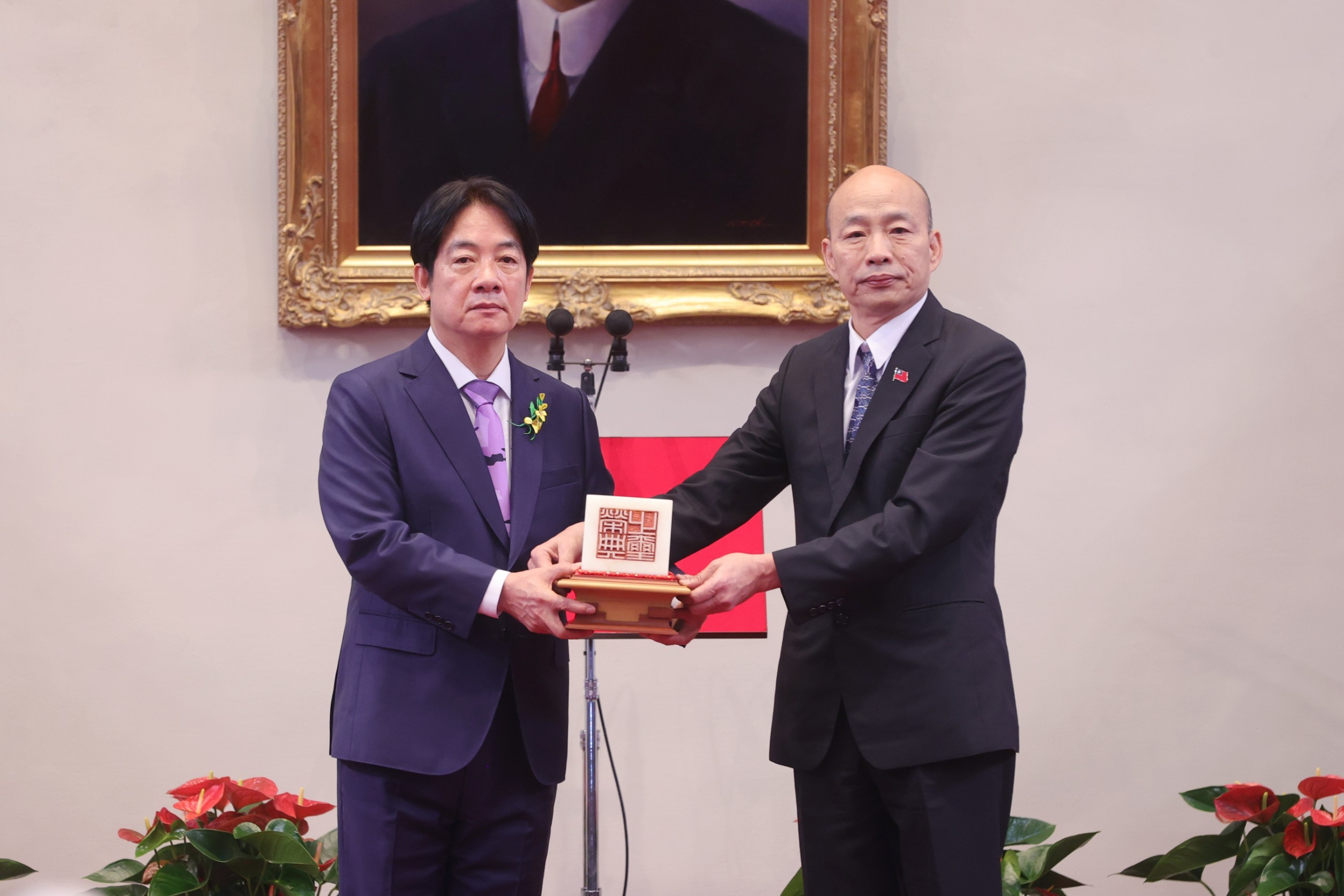
立法院院長韓國瑜頒授榮典之璽予第16任總統賴清德

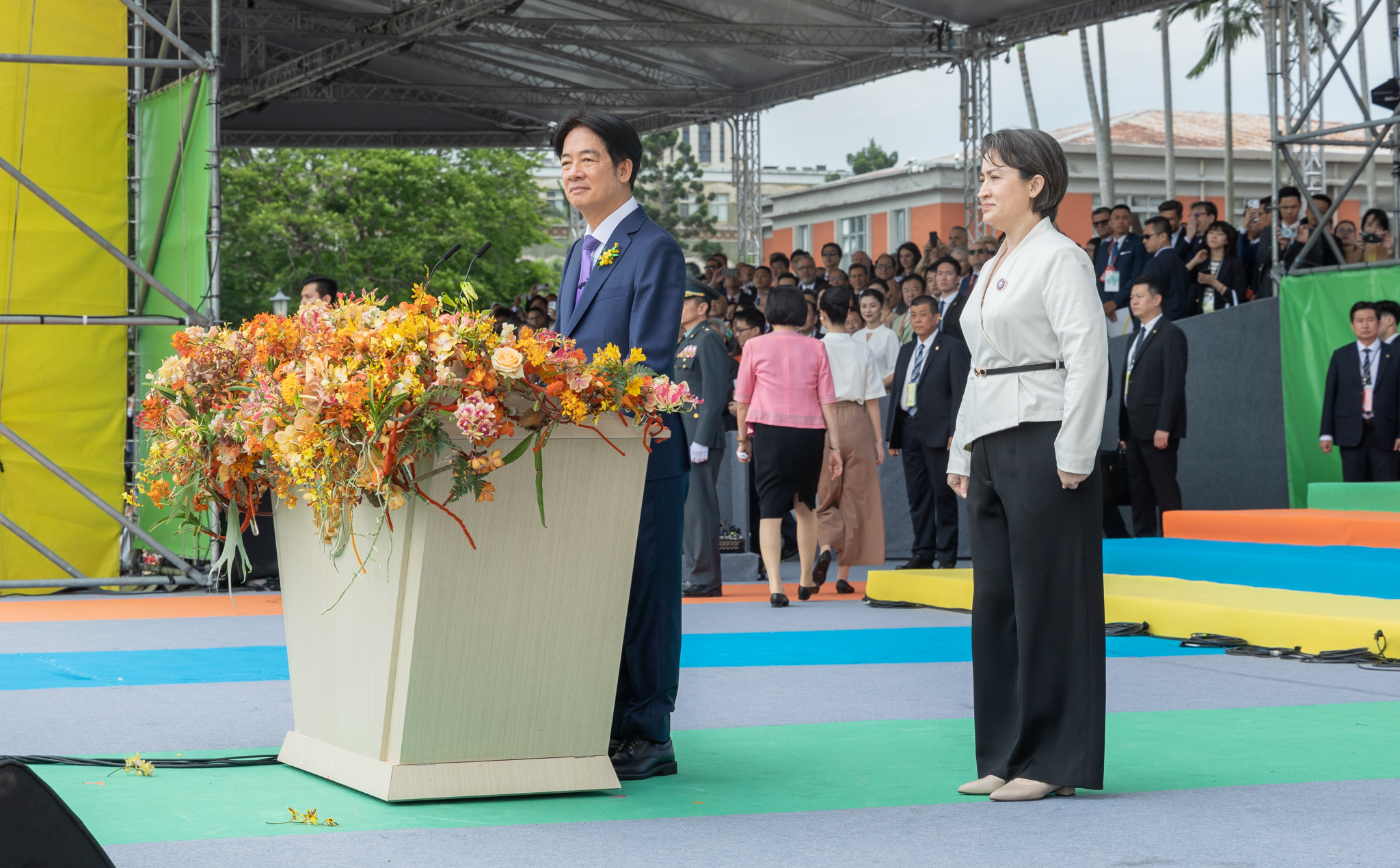
總統賴清德與副總統蕭美琴於就職慶祝大會會場

賴清德的總統就職典禮於2024年5月20日舉行。2025年2月10日，行使「院際調解權」以調解立法院與行政院、司法院、監察院和考試院間的紛爭，成為首度成功行使《憲法》第44條賦予職權的中華民國總統。
2025年7月31日，震傳媒發布當月民意調查結果，顯示賴清德的施政滿意率已降至35.5%，不滿意率則攀升至50.4%。同日，美麗島電子報亦公布相關調查數據，指出賴清德的信任度呈現明顯下滑趨勢，正面評價僅維持在37.2%，而負面評價則上升至50.3%；在執政成效評價方面，正面比例萎縮至34.6%，不滿意比例則高達56.6%。8月5日，新國會智庫針對台中市民進行專題民調，結果顯示，賴清德的施政滿意度為39.3%，不滿意度則達49.9%。8月11日，TVBS民調中心發布最新調查，賴清德的整體滿意度進一步下滑至28%，不滿意率則高達55%，創下個人施政評價的新低點。8月12日，台灣民意基金會公布調查結果，指出僅有33%的受訪民眾認同賴清德的施政表現，而54%的民眾表示不認同。

### 外交
賴清德的外交政策主要依循過去蔡英文政府的「蔡英文路線」，國安會中的成員多是留用蔡政府人馬。而面對國際，賴清德除支持蔡英文訪問歐洲外，也在上任後不久出訪馬紹爾群島、吐瓦魯、帛琉；期間過境美國夏威夷、關島，並與美國眾議院議長麥克·強生通話。

## 政治主張

### 台灣獨立問題
賴清德主張台獨以及制定新憲法，但反對與中国大陆進行軍事對抗。2014年訪問上海時表示，雖然臺獨是民主進步黨的主張，但是在程序上完全尊重臺灣人民的主張，而且臺灣社會對臺海兩岸發展的疑慮愈來愈深，原因在於中國大陸只聽到臺灣單一的聲音，因此民進黨在進行對中國大陸政策檢討時決議應積極執行參與兩岸交流。臺灣本土深綠社團對於其主張給予高度肯定。
周子瑜国旗事件發生時，賴清德表示「台獨份子有自己的國旗，拿青天白日滿地紅的旗子，不是台獨份子」。
2017年6月5日，賴清德在臺南市議會答詢時說自己「親中愛台」，和臺中市市長林佳龍的「知中」、臺北市市長柯文哲的「友中」、桃園市市長鄭文燦的「和中」，以及高雄市市長陳菊的「和平發展」理念一樣。
2017年6月23日，賴清德宣示其「主張台灣獨立的立場沒有任何改變」，又主張「親中愛台」。賴清德還表示台灣社會先有台獨主張，而後才有民進黨成立與台獨黨綱，因此硬逼民進黨凍結或廢除台獨黨綱無法解決問題。
2017年9月26日，時任行政院院長賴清德在立法院公開答詢時自稱「主張台灣獨立的政治工作者」，是首位在任期內於立法院公開主張臺灣獨立的行政院院長。不過他也表示「我們已是主權獨立國家，不需另行宣布獨立」。
2017年10月，有立法委員詢問賴清德是否願意拿著國旗完整唱完國歌？賴表示：拿國旗、唱完整國歌「沒有問題」。賴清德也表示「台灣是個主權獨立國家，名字叫中華民國」、「希望任何國家都應該要正視中華民國存在的事實」。
2019年和2020年賴清德也指出，台灣已是個主權獨立的國家，名字叫中華民國，無需再另外宣布台灣獨立。還表示1911年成立的中華民國已不復存在，中華民國已在台灣新生。
2023年4月26日，賴清德確定成為民進黨2024年中華民國總統選舉提名參選人後，強調台日合作的關係並維持蔡英文的兩岸路線。
2023年8月7日，賴清德於三立電視政論節目接受專訪，主持人鄭弘儀詢問「務實的台獨工作者」的闡述，賴清德表示「務實」就是根據事實，台獨是指「台灣不屬於中华人民共和国的一部分」、「台灣斬釘截鐵地就不是中華人民共和國一部分」。主持人又問「台灣是不是中華民國」，賴清德表示，國名是中華民國。賴清德在7月27日接受《彭博商业周刊》專訪時發表了類似的言論，並表示「台灣是一個民主國家」、「中華民國國名不必改」。
2023年12月30日，賴清德於總統選舉電視辯論會面對台灣民眾黨總統候選人柯文哲詢問時，表示臺獨的定義是「海峽兩岸互不隸屬」，中華民國主權在2300萬臺灣民眾，臺灣並不屬於中華人民共和國，兩個政權互不隸屬，隨後引起中共中央台湾工作办公室抗議。在辯論過程中賴清德稱「把中華民國當作是兩岸的護國神山，這到底是要促進和平，還是要給台灣帶來災難？」，後來表示是因時間有限而造成口誤，他的意思是指「中華民國憲法」；還表示，有主權才有國家，有台灣才有中華民國。
2024年9月1日，總統賴清德稱中華人民共和國若意欲維護領土完整，應值此俄國孱弱之際索回《璦琿條約》被占土地；俄國外交部提《睦鄰友好合作條約》及《邊界東段補充協定》予以反駁。
2024年10月5日國慶晚會上，賴清德致詞時稱「中華民國已建國113年，成立75年的中華人民共和國不可能是中華民國人民的祖國」。
2025年3月13日，賴清德在「國安高層會議」會後稱中華人民共和國為「境外敵對勢力」，並拋出「因應五方面威脅」的「17項策略」。對此，中國大陸將賴清德定調為「兩岸和平破壞者」、「台海危機製造者」，示警若賴政府突破紅線，將不得不採取措施。

### 台灣民主地位
賴清德2019年表示，民進黨政府立場是「反共不反中」、反併吞，批評中國共產黨尋求擴張、改變國際秩序。賴認為，中共現在對中國大陆人民的箝制比30年前嚴重，台灣要堅定站在民主陣營，在印太戰略積極扮演角色，阻止共產勢力擴張，並且協助把民主自由人權的價值推廣到中國大陸，在國際的價值體系中一起幫助中國大陆民主化，才有辦法讓六四事件不再發生，並讓台海兩岸獲得長期和平。

## 個人生活

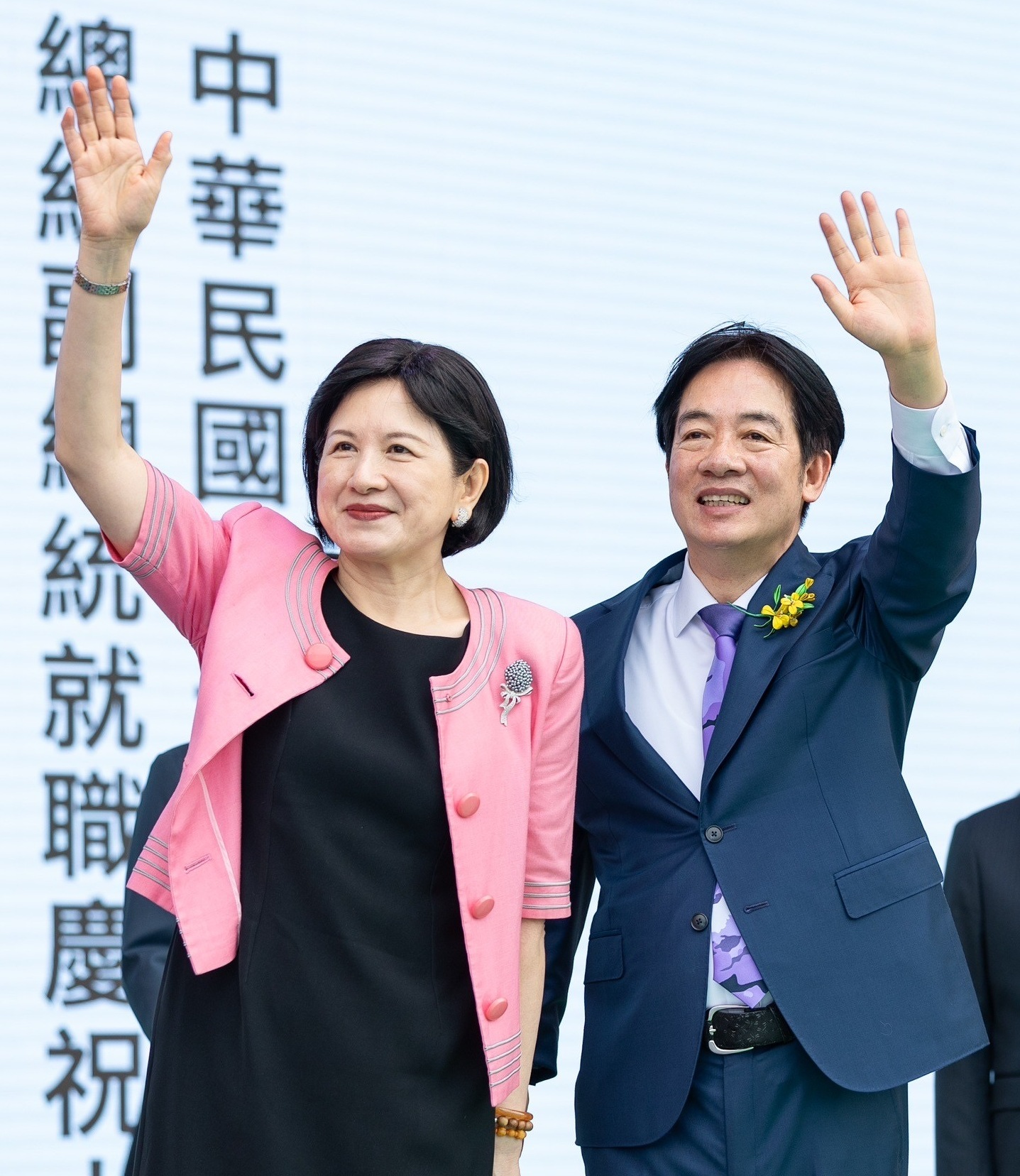
賴清德與吳玫如於總統就職慶祝大會

據賴清德自述，其曾在基督新教長老宗背景的台灣基督長老教會作過決志禱告（長老宗教會認為是入門禮），也曾在長老宗背景的教會有過教會生活，有一定基督教背景。惟賴清德過去在參拜鹿港天后宮時也曾表示自己是「鹿港天后宮的信徒」。
妻子吳玫如原本在台灣電力公司臺南區營業處工作，在賴清德當選臺南市市長後為迴避利益衝突等可能的誤解而請調高雄，與賴清德育有兩子。長子賴廷與是國立成功大學電機工程學士、约翰斯·霍普金斯大学生物工程碩士，後來進入華盛頓大學修讀生物工程博士學位，畢業後任職美國民間企業，2018年結婚，2020年育有一子。次子賴廷彥是加州大學柏克萊分校校友，畢業後回台灣繼續從事生物化學領域研究。兩子皆依法服兵役。
2004年7月25日，賴清德在住處門口規勸逆向行駛時，遭數名年輕人持球棒圍毆。賴清德因重傷昏迷送醫，其傷勢包括鼻樑斷裂、眼角膜破裂等。共有三男一女被逮捕。

## 榮譽

### 中華民國勳章獎章
- 一等卿雲勳章（2024年5月13日於總統府頒授）[220]
- 中山勳章（2024年5月13日於總統府頒授）[220]

## 選舉紀錄
| 年度 | 選舉屆數                           | 選舉區                             | 所屬政黨   | 得票數    | 得票率 | 當選標記 | 備註    |
| ---- | ---------------------------------- | ---------------------------------- | ---------- | --------- | ------ | -------- | ------- |
| 1996 | 第三屆國民大會代表選舉             | 臺南市第一選舉區                   | 民主進步黨 | 41,083    | 21.63% |          | [ 221 ] |
| 1998 | 第四屆立法委員選舉                 | 臺南市選舉區                       | 民主進步黨 | 31,296    | 10.60% | [ 222 ]  |         |
| 2001 | 第五屆立法委員選舉                 | 臺南市選舉區                       | 民主進步黨 | 45,899    | 13.98% | [ 223 ]  |         |
| 2004 | 第六屆立法委員選舉                 | 臺南市選舉區                       | 民主進步黨 | 45,997    | 14.51% | [ 224 ]  |         |
| 2008 | 第七屆立法委員選舉                 | 臺南市第二選舉區                   | 民主進步黨 | 88,172    | 51.64% | [ 225 ]  |         |
| 2010 | 第一屆臺南市市長選舉               | 臺南市                             | 民主進步黨 | 619,897   | 60.41% | [ 226 ]  |         |
| 2014 | 第二屆臺南市市長選舉               | 臺南市                             | 民主進步黨 | 711,557   | 72.90% | [ 227 ]  |         |
| 2020 | 第十五任總統、副總統選舉（副總統） | 第十五任總統、副總統選舉（副總統） | 民主進步黨 | 8,170,231 | 57.13% | [ 228 ]  |         |
| 2024 | 第十六任總統、副總統選舉（總統）   | 第十六任總統、副總統選舉（總統）   | 民主進步黨 | 5,586,019 | 40.05% | [ 229 ]  |         |

## 相關著作
| 年分   | 書籍名稱                             | 作者   | 出版社         | 國際標準書號        |
| ------ | ------------------------------------ | ------ | -------------- | ------------------- |
| 2015年 | 《看見未來：賴清德的新政實踐》       | 蕭富元 | 天下雜誌       | ISBN 978-9863980018 |
| 2019年 | 《用行動帶來希望：賴清德的決策風格》 | 郭瓊俐 | 天下文化       | ISBN 978-9864796465 |
| 2023年 | 《萬里清德的挖礦人生》               | 周玉蔻 | 放・文創出版社 | ISBN 978-6269785711 |

## 外部連結
- 賴清德的Facebook專頁
- 賴清德的X（前Twitter）
- 賴清德的Instagram帳戶
- YouTube上的賴清德頻道
- 賴清德的Threads

| 中華民國國家元首                   | 中華民國國家元首                                   | 中華民國國家元首                   |
| ---------------------------------- | -------------------------------------------------- | ---------------------------------- |
| 前任： 蔡英文                      | 中華民國總統 第16屆 2024年5月20日－                | 現任                               |
| 前任： 陳建仁                      | 中華民國副總統 第15屆 2020年5月20日－2024年5月20日 | 繼任： 蕭美琴                      |
| 中華民國政府職務                   |                                                    |                                    |
| 行政院                             |                                                    |                                    |
| 前任： 林全                        | 行政院院長 第29任 2017年9月8日－2019年1月14日      | 繼任： 蘇貞昌                      |
| 臺南市政府                         |                                                    |                                    |
| 首任 改制前：許添財、蘇煥智        | 臺南市市長 第1、2屆 2010年12月25日－2017年9月7日   | 繼任： 李孟諺（代理） 正任：黃偉哲 |
| 政党职务                           |                                                    |                                    |
| 民主進步黨                         |                                                    |                                    |
| 前任： 陳其邁（代理） 正任：蔡英文 | 民主進步黨主席 第17屆補選 2023年1月18日－          | 現任                               |